# Wesemann Projects

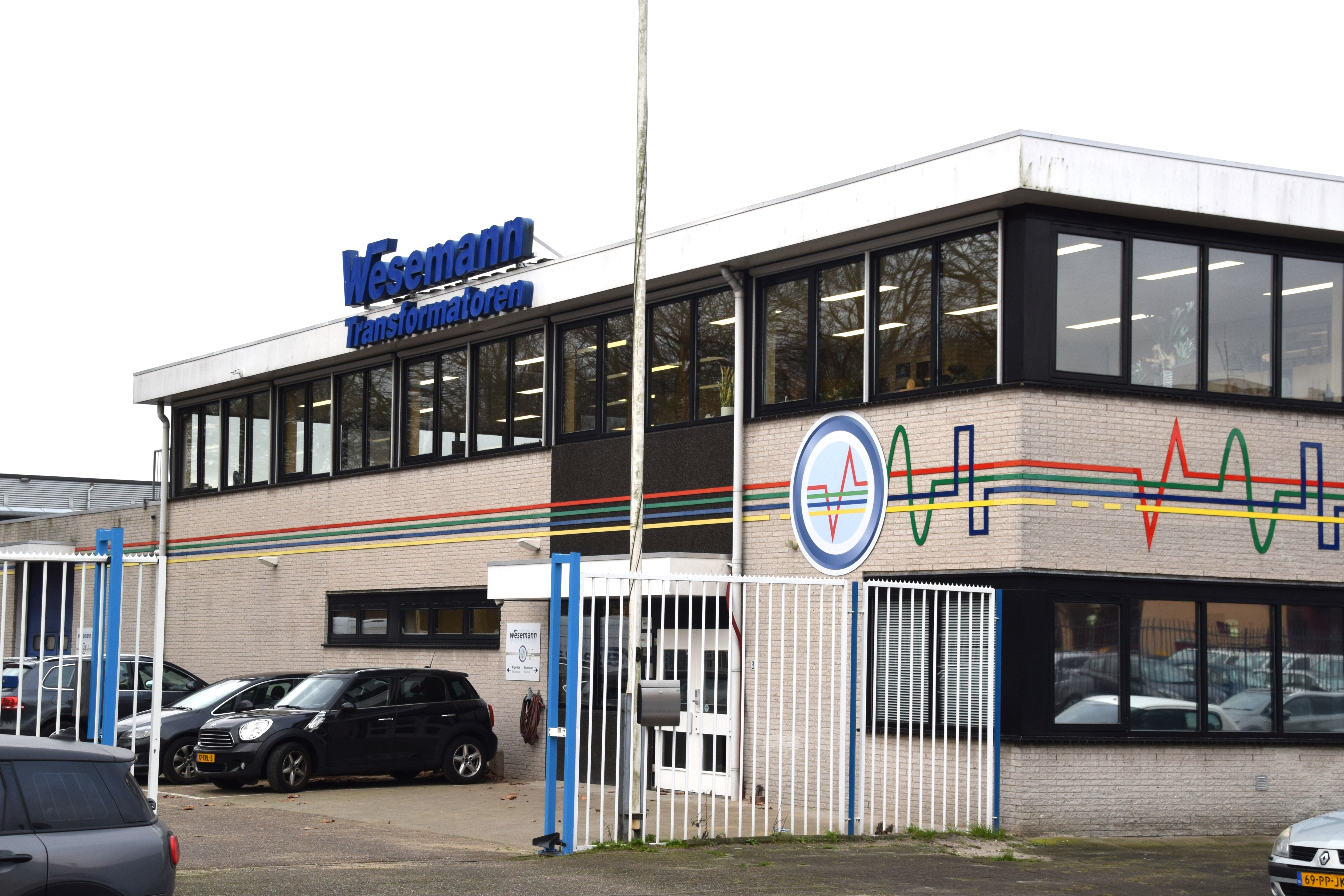

Wesemann Projects B.V. is een in Rotterdam gevestigd familiebedrijf, dat zich vooral richt op het ontwerpen en fabriceren van voor de klant op maat gemaakte elektrotechnische componenten, waaronder transformatoren en smoorspoelen. Wesemann beschikt over een eigen R&D-afdeling en mede daardoor over de mogelijkheid om voor diverse vakgebieden, zoals de scheepvaart (stroomkasten), landinstallaties (inschakelstroombegrenzers), en de publieke transportsector voedingssystemen te bouwen. Met name dankzij de uitgebreide kennis op het gebied van transformatoren, ontstaan er bijzondere spin-off producten, die toepasbaar zijn in diverse omgevingen. Mede ook hierdoor werd bijvoorbeeld het door Wesemann ontwikkelde pre-magnetiseringssysteem opgenomen in de innovatie-etalage van de Kamer van Koophandel van 2016. Wesemann werkt voorts samen met een aantal buitenlandse partners om de internationale slagkracht en het bereik van de organisatie verder te vergroten.

## Geschiedenis
Het bedrijf is in 1945 opgericht als Wesemann & Co door twee broers: Frans en Theo Weseman. In de beginjaren van het bedrijf waren de beschikbare materialen beperkt, door de gevolgen van de Tweede Wereldoorlog. Met de komst van enkele grote klanten uit o.a. de opkomende telecommunicatiesector groeide het bedrijf. Met de inlijving van de transformatorenfabriek, eind jaren 90, ontstonden er meer mogelijkheden voor Wesemann om de ingezette groei verder voort te zetten. Na vele jaren gevestigd te zijn in de binnenstad van Rotterdam is ervoor gekozen om te verhuizen naar een productielocatie in Ommoord. Wesemann wordt inmiddels geleid door de derde generatie heren Wesemann.